# Reynald Piché
Pour les articles homonymes, voir Piché.
Jacques Reynald Piché est un artiste, peintre et sculpteur québécois, né le 5 novembre 1929 à Rock Island (Québec) et mort à Salaberry-de-Valleyfield le 18 juin 2015.

## Peintre-sculpteur
Reynald Piché étudie à l’École des beaux-arts de Montréal de 1959 à 1963 et fait un stage en céramique chez Gaétan Beaudin à North Hatley. À partir de 1962, il enseigne les arts visuels et les arts plastiques au Collège de Valleyfield, ainsi qu’au centre de services culturels de cette ville. Il est chargé de cours à l’UQAM de 1969 à 1972. Au cours de ces années, il côtoie  des artistes comme Albert Dumouchel et Edmondo Chiodini. En 1973, il devient président de la Société des artistes professionnels du Québec.
Au cours de sa carrière, Piché réalise plusieurs murales pour des édifices au Québec, notamment une murale en fibre de verre pour une église (1965), une sculpture fontaine pour le bureau de poste de Valleyfield, des murales pour le grand magasin Dupuis Frères (1975), et pour les hôtels Méridien et Laurentien à Montréal.
À ses débuts, l’artiste s'exprime sur la toile avec des crayons et pinceaux, explore l’abstraction visuelle et s’amuse avec les jeux d’ombre et de lumière, et les contrastes chromatiques. À partir de 1971, il développe son engouement pour des surfaces plus contemporaines et met au point la technique de l’aluchromie (permettant l’intégration  de pigments de couleur à l’aluminium) qui devient sa signature. C’est ainsi qu’il explore et maitrise toutes les facettes de l’aluminium et du plexiglas, d'où ses fameuses aluchromies qu'il expose tantôt à Paris (1978), à Londres ou à Milan. Vers 1976, il délaisse cette technique pour se consacrer aux textures en papier - blanc, d’emballage, kraft - et aux pigments de peinture au latex ou à l’huile. Il fait ressortir les relations entre l’eau, les pigments et le support, se concentre sur le blanc et le noir.
À compter du milieu des années 1980, il explore les nouvelles opportunités que lui offre le monde de l'informatique. L’artiste renoue ainsi avec les couleurs et les formes éclatées. Il développe son œuvre au gré de l’évolution des moyens que lui offrent les nouvelles technologies, avec le souci du raffinement. Quel que soit le matériau qu’il utilise, il transpose toujours ce qui l’inspire, les valeurs qui lui sont chères et qui l’entourent, c’est-à-dire la nature, l'eau, la terre, le soleil et les êtres humains.
Il utilise le numérique, détournant des logiciels tel que Photoshop, de leur utilisation initiale pour créer des œuvres. Une constante se dégage de son travail : la lumière qui fait éclater le cadre. Incidemment, les tableaux qu’il réalise ne s’arrêtent jamais à la délimitation de la toile. «Je fais toujours la même chose, dit-il, mais avec des moyens différents et toujours avec l'objectif d'en tirer l'essentiel de la poésie, d'exploiter toutes les facettes de la sensibilité.»

## Œuvres
Les œuvres de Reynald Piché, tableaux ou sculptures, se retrouvent dans de nombreuses collections privées et publiques: Musée d'art contemporain de Montréal, Musée national des beaux-arts du Québec, Musée d'art de Joliette, Musée régional de Vaudreuil-Soulanges, Université de Montréal, Université Saint-Paul d'Ottawa et les délégations générales du Québec à  Paris,  Londres et  Milan. On les retrouve aussi à l'Institut de recherche d'Hydro-Québec, à Varennes, au Complexe Desjardins, à Polytechnique Montréal, tout comme à l'Hôpital du Suroît de Salaberry-de-Valleyfield, au Collège de Valleyfield et l'œuvre du Souffle d'Éole, réalisée avec Denis Poirier, Place du centenaire à Salaberry-de-Valleyfield.
Pendant une dizaine d'années, il réalise la sculpture du Prix Air Canada des festivals de cinéma de Montréal, Toronto et Vancouver.

## Honneurs et distinctions
En décembre 2009, la MRC de Beauharnois-Salaberry instaure le Prix Reynald-Piché. Assorti d’une bourse de 1000$, ce prix honorifique est accordé à un artiste ou un artisan qui s’est distingué dans l’année dans son domaine d’expression et souligne son travail. Reynald Piché est devenu le premier récipiendaire du prix éponyme,.